# 新城市消防本部
新城市消防本部（しんしろししょうぼうほんぶ）は、愛知県新城市の消防部局（消防本部）。管轄区域は新城市、北設楽郡設楽町、東栄町及び豊根村の全域。設楽町、東栄町及び豊根村は新城市に常備消防事務を委託している。

## 概要
- 消防本部：愛知県新城市平井字新栄83
- 管内面積：1,052.43km2
- 職員定数：123人
- 消防署1カ所、分署2カ所、出張所3カ所、分遣所1カ所
- 主力機械（2007年4月1日現在）
  - 普通消防ポンプ自動車：2
  - 水槽付消防ポンプ自動車：4
  - はしご付消防自動車：1
  - 化学消防自動車：1
  - 水槽車：1
  - 小型動力ポンプ付積載車：4
  - 電源・照明車：1
  - 救急自動車：6
  - 救助工作車：1
  - 司令車：1
  - 指揮車：3
  - 査察広報車：3
  - 広報車：3
  - 資機材搬送車：3
  - その他：3

## 沿革

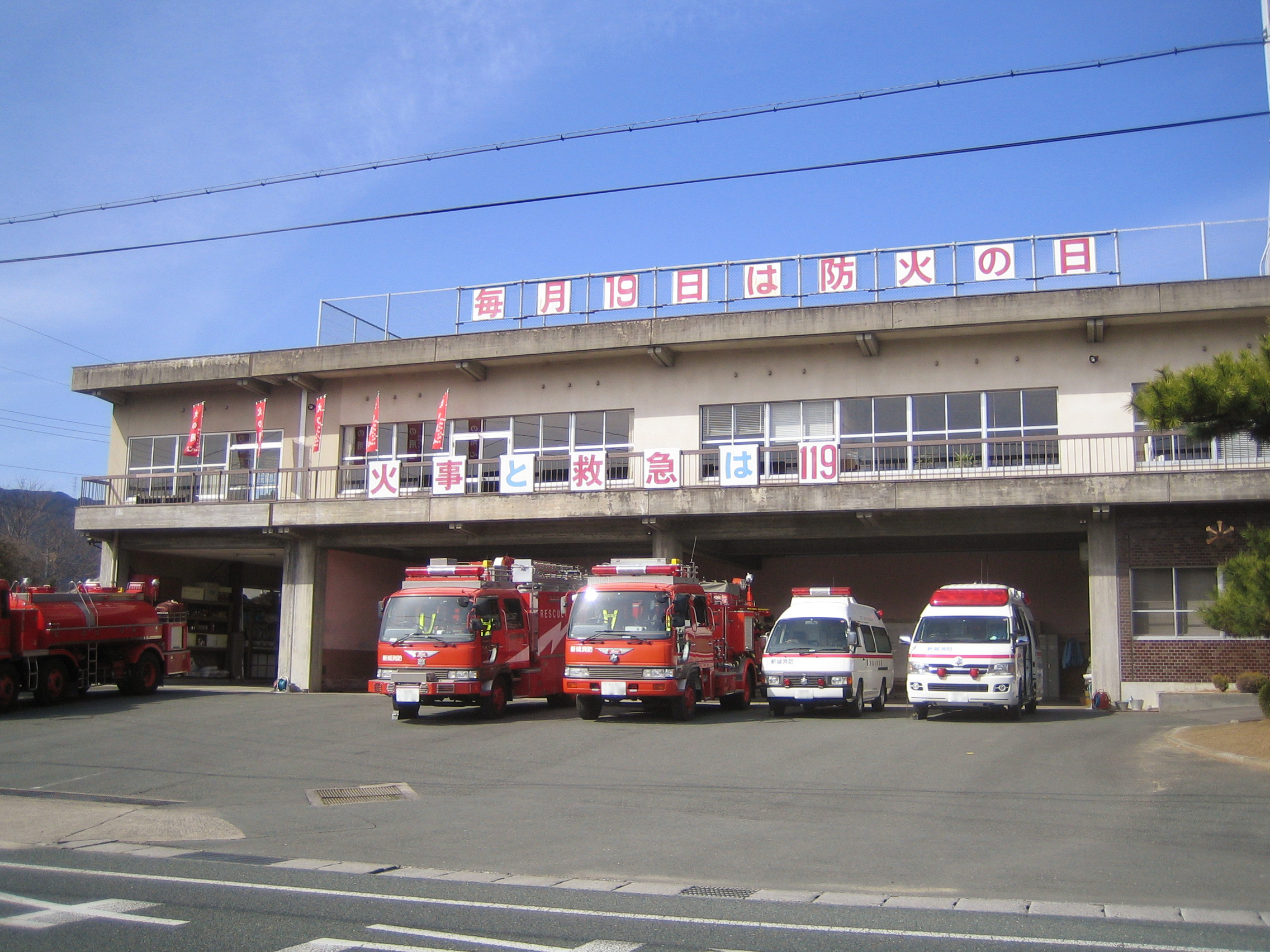
新城市消防本部（旧庁舎）

- 1965年4月 - 新城市消防本部・新城市消防署を設置。
- 1968年10月 - 消防庁舎を移転。
- 1970年2月 - 救急車を消防署に配備し、救急業務を開始。
- 1972年7月 - 消防新庁舎が完成。
- 1975年11月 - 化学消防車を消防署に配備。
- 1989年12月 - はしご付消防車を消防署に配備。
- 1992年11月 - 救助工作車を消防署に配備。
- 1994年3月 - 初の高規格救急車を消防署に配備。
- 1996年4月 - 南設楽郡鳳来町・作手村の消防事務を受託し業務を開始。鳳来分署・作手出張所を開設。
- 1999年4月 - 北設楽郡設楽町・東栄町・豊根村・富山村・津具村の消防事務を受託し業務を開始。設楽分署・津具分遣所・東栄分署・豊根分遣所・富山駐在所を開設。
- 2005年10月 - 新城市・鳳来町・作手村が新設合併し、新・新城市が発足。設楽町・津具村が新設合併し、新・設楽町が発足。
- 2005年11月 - 富山村が豊根村に編入合併。
- 2008年4月 - 庁舎を現在の所在地に移転。新城市消防防災センター運用開始。
- 2014年4月 - 鳳来分署を鳳来出張所、豊根分遣所を豊根出張所にそれぞれ名称変更。
- 2021年9月 - 富山駐在所を廃止。

## 組織
- 本部 - 消防総務課、防災対策課
- 消防署

## 消防署
| 消防署       | 住所               | 分署等 |
| ------------ | ------------------ | --- |
| 新城市消防署 | 新城市平井字新栄83 | 設楽分署：北設楽郡設楽町田口字ヒロカイツ48-2・49-2合併地 東栄分署：北設楽郡東栄町大字三輪字上奈根68 鳳来出張所：新城市門谷字万寿3-20 作手出張所：新城市作手高里字縄手上38-1 豊根出張所：北設楽郡豊根村下黒川字蕨平2 津具分遣所：北設楽郡設楽町津具字下川原6-1 |